# Jan Apon (detectiveschrijver)
Johannes Adrianus (Jan) Apon (Batavia, 12 augustus 1910 – Emmerik, 7 februari 1969) was een Nederlands schrijver van detective-romans.

## Loopbaan
Na een jaar aan de Koninklijke Militaire Academie in Breda ging hij studeren aan de Universiteit van Amsterdam. In zijn studententijd begon hij met het schrijven van verhalen, en in 1934 verscheen zijn eerste roman: Paniek op de Miss Brooklyn. Dit was, zoals zijn meeste latere romans, een detective-roman. Een van zijn boeken werd in 1941 in een Duitse vertaling uitgegeven. Hij vertaalde zelf verschillende detectiveromans uit het Engels, onder andere van Agatha Christie. 
Onder het pseudoniem Max Dupont schreef hij in 1936 De roode anjelier.

## Werken
- 1934 Paniek op de Miss Brooklyn
- 1935 Een zekere Manuel, vertaald door H.P. Kövari als Ein gewisser Manuel
- 1936 Gentlemen, in 1942 uitgegeven onder de titel Om een kroon
- 1936 De man in de schaduw
- 1937 Doctor Xenophoulos
- 1938 Het gorilla-mysterie
- 1938 De gast van kamer 13
- 1940 Een tip van Brissac

- Biografisch Portaal: 92452665
- Digitale Bibliotheek voor de Nederlandse Letteren: apon001
- Nederlandse Thesaurus van Auteursnamen: 073367389
- Virtual International Authority File: 282862932
- WorldCat: E39PBJdx4vWh4RbB4JgMKtx7HC